# Comuna de Michałów
Michałów (polaco: Gmina Michałów) é uma gminy (comuna) na Polónia, na voivodia de Santa Cruz e no condado de Pińczowski. A sede do condado é a cidade de Michałów.
De acordo com os censos de 2004, a comuna tem 4925 habitantes, com uma densidade 43,9 hab/km².

## Área
Estende-se por uma área de 112,21 km², incluindo:
- área agricola: 74%
- área florestal: 19%

## Demografia
Dados de 30 de Junho 2004:
|                      | Total   | Total | Mulheres | Mulheres | Homens  | Homens |
| -------------------- | ------- | ----- | -------- | -------- | ------- | ------ |
|                      | pessoas | %     | pessoas  | %        | pessoas | %      |
| População            | 4925    | 100   | 2481     | 50,4     | 2444    | 49,6   |
| Densidade (pop./km²) | 43,9    | 100   | 22,1     | 22,1     | 21,8    | 21,8   |

De acordo com dados de 2005, o rendimento médio per capita ascendia a 1608,98 zł.

## Comunas vizinhas
- Działoszyce, Imielno, Pińczów, Wodzisław